# Henrik II. Gisingovac
Henrik II. Gisingovac (njem. Heinrich Güssing) (?, 1228. – ?, 1274.), hrvatski velikaš njemačkog podrijetla, ugarski palatin (1260. – 1267.), ban cijele Slavonije (1267. – 1270. i 1273. – 1274.) i ban Usore i Soli (1272–73.) iz velikaške obitelji Gisingovaca.
Rodio se u obitelji oca Henrika I. iz roda Héder. U borbi za vlast nad Slavonijom ubio je 1273. godine Belu, sina mačvanskog bana Rastislava te je u pobuni protiv kralja Ladislava IV. Kumanca, oteo kraljeva maloljetnog brata Andriju i proglasio ga kraljem kako bi osigurao sebi vlast. Poginuo je u rujnu 1274. godine u bitki s kraljevim pristašama u Bakonjskoj šumi kraj sela Fuena.